# Who's That Girl (pjesma)
"Who's That Girl" je pjesma američke pjevačice Madonne sa soundtracka Who's That Girl za istoimeni film. Kao singl je izdana 30. lipnja 1987. pod Sire Recordsom kao prvi singl s albuma. Pjesma je bila uključena 1990. u UK na EP The Holiday Collection koji je izdan uz kompilaciju The Immaculate Collection na koju nije bio uključen. Ali je 2009. singl ušao u popis 34 pjesme koje su promijenile svijet na kompilaciji najvećih Madonninih hitova Celebration.

## O pjesmi
Madonna je film Who's That Girl počela snimati 1986. a tada se film trebao zvati Slammer. Madonni je trebala pjesam za film pa je nazvala Patrick Leonarda i Stephan Braya s kojima je surađivala na prošlom albumu True Blue 1986. Madonna je rekla da treba jednu brzu i jednu laganu pjesmu. U studiju su se našli jedan četvrtak i isti dan dovršili pjesmu. Zatim su promijenili naziv pjesme u "Who's That Girl" a prema tome je i film promijenio ime u isti naziv.
I ovom pjesmom je Madonna pokazala svoju zainteresiranost i fasciniranost hispanskom kulturom. I dok su jedni kritičari tvrdili da je ovo nije njena najbolja pjesma, drugi su hvalili originalan stil. Bez obzira na kritiku, ovo je bio šesti Madonnin broj 1 na američkoj Hot 100 ljestvici, a na prvom mjestu se našao i zemljama poput UK-s, Kanade, Nizozemske, Irske i Belgije.
Uživo je pjesmu izvela jedino na Who's That Girl Tour 1987.

## Uspjeh na ljestvicama
"Who's That Girl" je debitirala na američkoj Billboard Hot 100 ljestvici na 43. mjestu, a na vrh se popela sedmog tjedna na ljestvici i tamo bila jedan tjedan, a sveukupno je na ljestvici boravila 16 tjedana. To je bio Madonnin šesti broj 1 u Sjedinjenim Državama, što ju je učinilo prvim glazbenikom koji je to napravio u 80-ima, i prvim solo glazbenikom koji je imao toliko brojeva 1. Pjesma je dospjela i na 2. mjesto Hot Dance Club Play ljestvice.
U Kanadi je pjesma debitirala na 83. mjestu, dospjela na 1. mjesto i na ljestvici provela 23 tjedna.
U Ujedinjenom Kraljevstvu je singl debitirao na 3. mjestu, a već sljedeći tjedan se popeo na vrh.
I u ostatku Europe se pjesma uspinjala na vrhova ljestvica (Belgija, Italija, Irska i Nizozemska), dok je u ostalima ušla u Top 10 (Austrija, Francuska, Njemačka, Norveška, Švedska i Švicarska). 
Pjesma je bila i nominirana za nagrade Grammy i Zlatni globus u kategorija najbolje pjesme s filma.

## Glazbeni video
Video započinje kako Madonna dolazi u park, upoznaje dvoje djece i dečka tinejdžera. Zajedno šeću po parku i pjevaju. Scene su isprekidane scenama iz filma. Kako video odmiče, ispostavlja se kako Madonna traži kovčeg s egipatskim blagom. Na kraju Madonna pronalazi veliki dijamant, i plešući odnosi kovčeg.

## Popis formata i pjesama
| - Europski 7" Singl 1. "Who's That Girl" – 3:58 2. "White Heat" – 4:40 - Europski CD Singl 1. "Who's That Girl" (Extended Version) – 6:29 2. "White Heat" – 4:40 | - UK 12" Singl / Limited Edition 12" Picture Disc 1. "Who's That Girl" (Extended Version) – 6:29 2. "White Heat" (LP Version) – 4:40 - U.S. 12" Singl/UK Limited Edition 12" 1. "Who's That Girl" (Extended Version) – 6:29 2. "Who's That Girl" (Dub Version) – 5:07 3. "White Heat" (LP Version) – 4:40 |

## Na ljestvicama
| Ljestvica (1987.)      | Pozicija |
| ---------------------- | -------- |
| Australija             | 7        |
| Austrija               | 4        |
| Belgija                | 1        |
| Europa                 | 2        |
| Francuska              | 2        |
| Irska                  | 1        |
| Italija                | 1        |
| Japan                  | 1        |
| Kanada                 | 1        |
| Nizozemska             | 1        |
| Norveška               | 2        |
| Njemačka               | 2        |
| Švedska                | 2        |
| Švicarska              | 2        |
| Ujedinjeno Kraljevstvo | 1        |
| U.S. Billboard Hot 100 | 1        |